# Аз'ял (починок)
Аз'я́л (рос. Азъял, марій. Азъял почиҥга) — починок у складі Моркинського району Марій Ел, Росія. Входить до складу Себеусадського сільського поселення.

## Населення
Населення — 28 осіб (2010; 48 у 2002).
Національний склад (станом на 2002 рік):
- лучні марійці — 98 %